# Happy Weekend
Happy Weekend（ハッピー ウィークエンド）は、2002年4月-5月、NHKの歌番組『みんなのうた』で放送された楽曲。歌：KONISHIKI。